# Société des Avions Marcel Bloch
Société des Avions Marcel Bloch — французька компанія, виробник військових і цивільних літаків. Створена в 1928, а у 1947, по закінченні Другої світової війни, змінила назву на Dassault Aviation.
Компанію було засновано Марселем Блохом (фр. Marcel Bloch), звідси скорочення «MB» в позначеннях літаків, який змінив ім'я Марсель Блох на Марсель Дассо (Marcel Dassault) через переслідування євреїв під час режиму Віші. Нове ім'я пішло від слова d'assault, що під час другої світової війни використовувалось для позначення танку нападу (фр. «char d'assault», англ. «assault tank)»).

## Моделі літаків (рік першого польоту)

### Військові
- Eclair propeller (1916) — одномоторний літак.
- SEA IV (1918) — одномоторний літак.
- MB.80 (1932) — літак військової повітряної швидкої допомоги.
- MB.81 (1932) — літак військової повітряної швидкої допомоги.
- MB.130 (1934) — двомоторний літак.
- MB.131 (1938) — двомоторний літак.
- MB.132 (1936) — двомоторний літак.
- MB.133 (1937) — двомоторний літак.
- MB.134 (1939) — двомоторний літак.
- MB.135 (1939) — двомоторний літак.
- MB.136 — двомоторний літак.
- MB.150 (1937) — одномоторний винищувач.
- MB.151 — одномоторний винищувач.
- MB.152 — одномоторний винищувач.
- MB.153 — одномоторний винищувач.
- MB.154 — одномоторний винищувач.
- MB.155 — одномоторний винищувач.
- MB.156 — одномоторний винищувач.
- MB.157 — одномоторний винищувач.
- MB.162 (1940) — чотиримоторний літак.
- MB.170 (1939) — двомоторний літак.
- MB.171 — двомоторний літак.
- MB.172 — двомоторний літак.
- MB.173 — двомоторний літак.
- MB.174 — двомоторний літак.
- MB.175 — двомоторний літак.
- MB.176 — двомоторний літак.
- MB.177 — двомоторний літак.
- MB.178 — двомоторний літак.
- MB.200 (1933) — двомоторний літак.
- MB.210 (1934) — двомоторний літак.
- MB.211 (1935) — двомоторний літак.
- MB.212 — двомоторний літак.
- MB.218 — двомоторний літак.
- MB.480 (1939) — двомоторний літак.
- MB.500 (1938) — двомоторний літак.
- MB.700 (1940)  — одномоторний винищувач.

### Цивільні
- MB.60 (1930) — тримоторний поштовий літак.
- MB.61 (1931) — тримоторний поштовий літак.
- MB.70 (1932) — тримоторний літак.
- MB.71 (1932) — тримоторний літак.
- MB.90 (1932) — одномоторний літак.
- MB.91 (1933) — одномоторний літак.
- MB.92 (1932) — одномоторний літак.
- MB.93 (1933) — одномоторний літак.
- MB.110 (1933) — одномоторний літак.
- MB.120 (1932) — тримоторний літак.
- MB.141 (1934) — одномоторний літак.
- MB.160 (1937) — чотиримоторний літак.
- MB.161 (1939) — чотиримоторний літак.
- MB.220 (1937) — двомоторний літак.
- MB.221 — двомоторний літак.
- MB.300 (1935)) — тримоторний літак.
- MB.800 (1940) — двомоторний літак.